# Niels Foss (bogsamler)
 Der er flere personer med dette navn, se Niels Foss.
Niels Foss (6. august 1670 i Slagelse – 17. marts 1751 i København) var en dansk godsejer og bogsamler.

## Karriere
Han var søn af rektor ved Slagelse lærde Skole, senere i København, magister, senere professor og konsistorialassessor Peder Foss (1631-1698, gift 2. gang 1679 med Anna Gregersdatter (død 1702, gift 1. gang med købmand Vilhelm Danielsen, 1622-1666, gift 2. gang med købmand Peder Nielsen)) og Kirsten From (død 1676).
Foss blev student 1687 fra Metropolitanskolen og foretog en årelang udenlandsrejse. 1693 var han immatrikuleret i Leipzig, 1697 i Oxford. Ved sin hjemkomst blev han præsident i Underadmiralitetsretten, og 1715-36 var han højesteretsassessor. 1736 måtte han tage sin afsked som præsident og idømtes en bøde som følge af en for ham ubehagelig højesteretsdom. Han blev justitsråd 1715 og 1726 etatsråd, købte 1729 Juellund, blev æresmedlem af Videnskabernes Selskab 1745 og døde 17. marts 1751.

## Bogsamler
Hvad der giver Foss krav på at mindes, er hverken hans rigdom eller hans høje rang, ikke heller hans lærdom, af hvilken litteraturen så at sige ingen berigelse høstede; det er som bogelsker, hans navn findes her. Han samlede sig det kosteligste bibliotek (11.491 bind), der den tid var i privat eje i Danmark, særlig fuldstændigt i dansk litteratur; desuden rummede det mange sjældne og gode håndskrifter, alt yderst elegant indbundet og prydet med hans våben. Det må dertil ikke glemmes, at han også gav andre adgang til sine skatte. Ludvig Holberg takker i fortalen til sin Danmarks Historie Foss for lånet af "en anselig Hob af rare Manuskripter". Efter Foss' død solgtes såvel hans gods som hans bibliotek ved auktion.
Foss blev gift 28. januar 1722 i Holmens Kirke med Sophie Amalie Matthesius (ca. 1672 – 9. april 1747 i København, gift 1. gang med justitsråd Peter Worm, død 1719), datter af højesteretsassessor Henrik Matthesius (død 1681) og Anna Sophia Ernst (1642-1676). Ægteskabet var barnløst.
Han blev begravet i Vor Frue Kirke.